# Siméon Tolbouzine
Siméon Ivanovitch Tolbouzine (en russe : Семен Иванович Толбузин), était un boyard russe qui vivait au XVe siècle et qui fut le premier ambassadeur de cette nation à être envoyé en Europe occidentale. Il est le petit-fils d'Ivan Fiodorovitch Tolbouga, premier de la lignée des Tolboukhine, troisième fils de Fiodor Konstantinovitch, prince Fominsky et Berezouysky, et descendant par les mâles des princes de Smolensk et de Riourik.

## Biographie
Ivan III, Grand Prince de Vladimir et de Moscou, avait épousé en 1472 une nièce du dernier empereur de Byzance, Sophie Paléologue. Désormais héritier des empereurs de Byzance et des Césars romains, il prit pour armes l'aigle à deux têtes et voulut reconstruire le palais et les églises du Kremlin. Pour cela, il avait besoin d'architectes. 
Ivan était entré en relation avec Venise à l'occasion du passage de Gian Battista Trevisani, un envoyé de la République qui, se rendant sur le territoire de la Horde d'or, avait essayé de traverser incognito les états du Grand Prince. Arrêté et condamné à mort, Trevisani avait été sauvé par une intervention du Sénat vénitien qui avait obtenu sa remise en liberté. 
À son tour, Ivan décida d'envoyer une ambassade à Venise afin « de lier amitié et de ramener d'Italie quelque habile architecte ». 
Le 24 juillet 1474, Siméon Tolbouzine partit pour Venise flanqué de l'architecte italien Antonio Gislardi (pour les Russes, Anton Friazine, c'est-à-dire "le Franc"). Il fut reçu par le doge Nicolo Marcello, puis visita les états du pape, alla à Rome, et reprit le chemin du retour à la fin de l'année. 
En janvier 1475, Tolbouzine revint à Moscou accompagné de Ridolfo Fioravanti dit Aristotele, un architecte, ingénieur, fondeur, médailleur, expert en hydraulique, en fortification et en pyrotechnie natif de Bologne, qui avait travaillé entre autres pour Cosme de Médicis, Francesco et Jean Galéas Sforza, ducs de Milan, Matthias Corvin, roi de Hongrie, et le pape Sixte IV. Il y réalisera son chef-d'œuvre, la cathédrale de la Dormition, qui révolutionnera l'art russe. 
L'ambassade de Siméon Tolbouzine sera suivie, en 1488, par celle de deux nouveaux émissaires, les frères Démétrios et Manuel Rhalev, en 1493 par Manuel Doxa et Daniel Mamyrev, et en 1499 de nouveau par Démétrios Rhalev à Venise, Rome et Naples d'où il reviendra à Moscou en 1504 « à la tête d'une véritable caravane d'artistes ».